# Người Bồ Đào Nha
Người Bồ Đào Nha (tiếng Bồ Đào Nha: os Portugueses) là cộng đồng cư dân bản địa có chung văn hóa, tổ tiên và ngôn ngữ Bồ Đào Nha thuộc nhóm ngôn ngữ Rôman.
Tôn giáo chủ yếu của họ là Kitô giáo, chủ yếu là Công giáo La Mã, dù số khác theo tôn giáo hay phi tôn giáo cũng có mặt, đặc biệt là các thế hệ trẻ.
Di sản của người Bồ Đào Nha phần lớn có nguồn gốc từ thời tiền Celts (người Lusitani, Conii) và Celts (người Gallaecian, Turduli và Celtic), những người đã bị đế chế La Mã đồng hoá sau cuộc chinh phạt của người La Mã cổ đại.
Tỷ lệ Y-DNA ở miền bắc và miền trung Bồ Đào Nha ngày nay cho thấy một tỷ lệ nhỏ huyết thống nam giới từ các bộ tộc thuộc ngữ tộc German đến sau thời kỳ La Mã với tư cách là tầng lớp cầm quyền, bao gồm Suebi, Vandals và Visigoths, đã cai trị trong khoảng ba trăm năm. Cuối cùng, sự chiếm đóng của người Moor ở vùng Iberia cũng để lại một đóng góp di truyền nhỏ của người Do Thái và người Ả Rập-Berber ở bán đảo Iberia.
Đế chế La Mã đã chinh phạt bán đảo Iberia trong thế kỷ thứ 2 và 1 trước Công nguyên, khởi nguồn từ đế chế hàng hải rộng lớn của Carthage trong loạt cuộc giao tranh Punic. Kết quả của việc thành thuộc địa của La Mã, ngôn ngữ Bồ Đào Nha bắt nguồn chủ yếu từ tiếng Latin Vulgar. Do phạm vi lịch sử rộng lớn từ thế kỷ 16 của Đế quốc Bồ Đào Nha và sự xâm chiếm các lãnh thổ ở Châu Á, Châu Phi và Châu Mỹ, cũng như sự di cư lịch sử và gần đây, các cộng đồng Bồ Đào Nha có thể thấy ở nhiều khu vực khác nhau trên thế giới và một cộng đồng lớn người Bồ Đào Nha di cư xuất hiện.
Người Bồ Đào Nha bắt đầu Thời đại Thám hiểm bắt đầu vào năm 1415 với cuộc chinh phạt của Ceuta và đạt đến đỉnh cao là một đế chế với các lãnh thổ hiện là một phần của hơn 50 quốc gia. Đế quốc Bồ Đào Nha tồn tại gần 600 năm, chứng kiến sự kết thúc của nó khi Ma Cao được trả lại cho Trung Quốc vào năm 1999.
Việc phát hiện ra một số vùng đất mà người châu Âu chưa biết đến ở châu Mỹ, châu Phi, châu Á và châu Đại Dương (tây nam Thái Bình Dương) đã khiến Đế quốc Bồ Đào Nha được mô tả là đế chế hàng hải và thương mại toàn cầu đầu tiên, trở thành một trong những cường quốc kinh tế, chính trị và quân sự lớn của thế giới tại thế kỷ 15 và 16.. Bồ Đào Nha đã mở đường cho sự thống trị tiếp nối sau đó của các nước gia láng giềng châu Âu khác thuộc nền văn minh phương Tây.